# Lotus 88
A Lotus 88 egy kísérleti Formula–1-es versenyautó, amelyet a Team Lotus tervezett annak érdekében, hogy a szívóhatás (ground effect) jelenségét maximális mértékben ki tudják használni. 1981-ben szerette volna  a csapat bemutatni és versenyeztetni, ám az ellene bejelentett óvások miatt futamon sohasem versenyzett. Noha a McLaren MP4/1 modell megelőzte végül ebben, ez lett volna az első Formula–1-es versenyautó, amely szénszálas kevlár kompozit anyagból készült kasztnival rendelkezett.

## Áttekintés

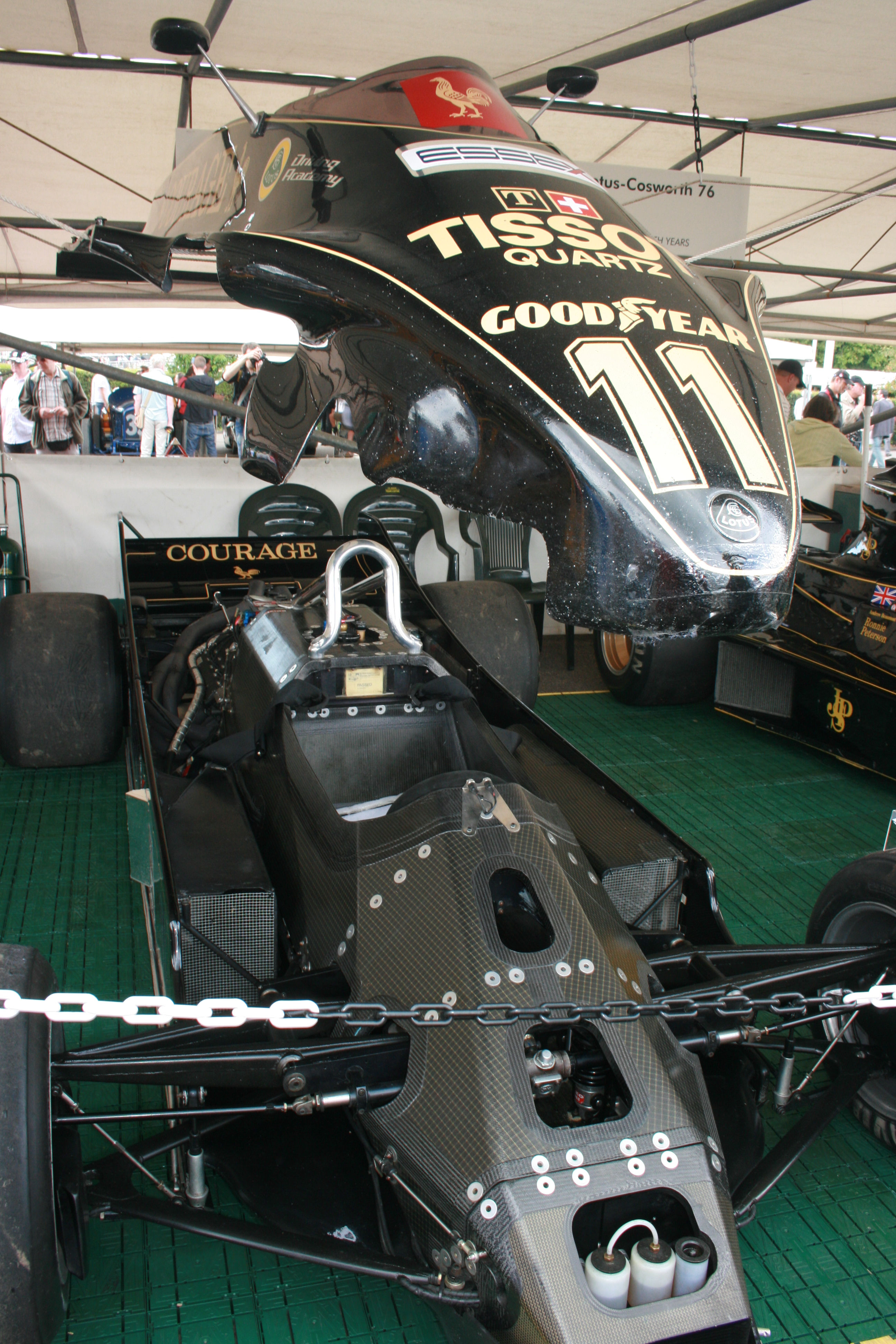
Az ikerkasztni

1981-re a szívóhatást olyan mértékben kihasználó autókat építettek a csapatok, hogy az már a pilóták egészségére is komoly kockázatot jelentett, az őket a kanyarokban és fékezéskor érő hatalmas oldalirányú erők miatt. Így hát ebben az évben az FIA betiltotta az autók alján található mozgó szegélyelemeket (amelyek valósággal letapasztották azokat az útra), továbbá előírta azt is, hogy 6 cm-es távolságnak mindenképpen lennie kell az autó alja és az aszfalt között. A Brabham csapat volt az első, amely megkísérelte megkerülni a szabályokat egy trükkel: ez volt a Brabham BT49-esen bevetett hidropneumatikus felfüggesztés, ami menet közben az aszfaltra eresztette az autót. Nagy hátránya volt, hogy gyakorlatilag nem volt valódi felfüggesztés az autóban, emiatt a pilóták az útburkolat minden egyes hepehupájának, bukkanójának extrém mértékben ki voltak téve. Viszont maga a megoldás annyira hatékony volt, hogy más csapatok is elkezdték átvenni, több-kevesebb sikerrel. Colin Chapman Lotus-csapatfőnök azonban más megoldáson kezdett el gondolkodni.
Első prototípusa, a Lotus 86-os még akkor készült, amikor a mozgó szegélyelemeket még nem tiltották be. Kicsi, de értékelhető javulást mutatott a teljesítményben, így elhatározták, hogy ezzel fognak versenyezni. A betiltást követően aztán át kellett értékelniük a dolgot, és mivel ezek a szegélyelemek tényleg nem jelentettek nagy javulást, így nyugodt szívvel elhagyták őket. Amiben azonban forradalmi volt az immár Lotus 88 névre hallgató autó, az az ikerkasztni alkalmazása volt, azaz gyakorlatilag az autó kasztnijának a belsejébe építettek egy második kasztnit. A belső kasztniban ült a pilóta, a külső kasztni pedig a szívóhatással járó előnyöket és kellemetlenségeket kezelte. Az egész külső kasztni egyetlen hatalmas szívóhatás-rendszer volt, az autó orrától kezdve egészen a hátsó kerekekig, hatalmas leszorítóerőt generálva. Hogy minél jobban kezelhető legyen, a tömegét is csökkentették azáltal, hogy szénszálas kevlár anyagból készült, ami szintén forradlami újítás volt.
A rivális csapatok azonnal óvást jelentettek be. Ennek lényege az volt, hogy az ikerkasztni megsértette a mozgó aerodinamikai elemek alkalmazásának tiltását. Az FIA helyt adott az óvásnak és betiltotta az autót. Chapman azonban biztos volt az igazában és minden lehetséges fórumon megtámadta a döntést, eredménytelenül. Utoljára a brit nagydíjon jelentek meg vele, ám ekkor figyelmeztették a csapatot, hogy amennyiben pályára hajtanak, úgy nemcsak hogy ők veszítik el a gyűjtött bajnoki pontjaikat, de magát a futamot is törlik a bajnoki küzdelmekből. Chapman így kénytelen volt a Lotus 87-est átalakíttatni és azzal versenyezni tovább. Az autó egyes elemeit felhasználták az utód Lotus 91-esen.

## Eredmények
(félkövérrel jelölve a pole pozíció, dőlt betűvel a leggyorsabb kör)
| Év   | Csapat                 | Motor        | Gumik | Pilóták         | 1   | 2   | 3   | 4   | 5   | 6   | 7   | 8   | 9   | 10  | 11  | 12  | 13  | 14  | 15  | Pontok | Helyezés |
| ---- | ---------------------- | ------------ | ----- | --------------- | --- | --- | --- | --- | --- | --- | --- | --- | --- | --- | --- | --- | --- | --- | --- | ------ | -------- |
| 1981 | Essex Team Lotus       | Cosworth DFV | M     |                 | USW | BRA | ARG | SMR | BEL | MON | ESP | FRA | GBR | GER | AUT | NED | ITA | CAN | CPL | 22     | 7.       |
| 1981 | Essex Team Lotus       | Cosworth DFV | M     | Elio de Angelis | SZE | SZE | NI  |     |     |     |     |     |     |     |     |     |     |     |     | 22     | 7.       |
| 1981 | John Player Team Lotus | Cosworth DFV | G     | Elio de Angelis |     |     |     |     |     |     |     |     | SZE |     |     |     |     |     |     | 22     | 7.       |
| 1981 | John Player Team Lotus | Cosworth DFV | G     | Nigel Mansell   |     |     |     |     |     |     |     |     | SZE |     |     |     |     |     |     | 22     | 7.       |

Minden pontot a Lotus 81B-vel és a Lotus 87-tel szereztek. Csak szabadedzésen vettek részt versenyhétvégén.

## Fordítás
Ez a szócikk részben vagy egészben  a   Lotus 88 című angol Wikipédia-szócikk ezen változatának fordításán alapul.  Az eredeti cikk szerkesztőit annak laptörténete sorolja fel. Ez a jelzés csupán a megfogalmazás eredetét és a szerzői jogokat jelzi, nem szolgál a cikkben szereplő információk forrásmegjelöléseként.